# بعثة مراقبي الأمم المتحدة في بريفلاكا

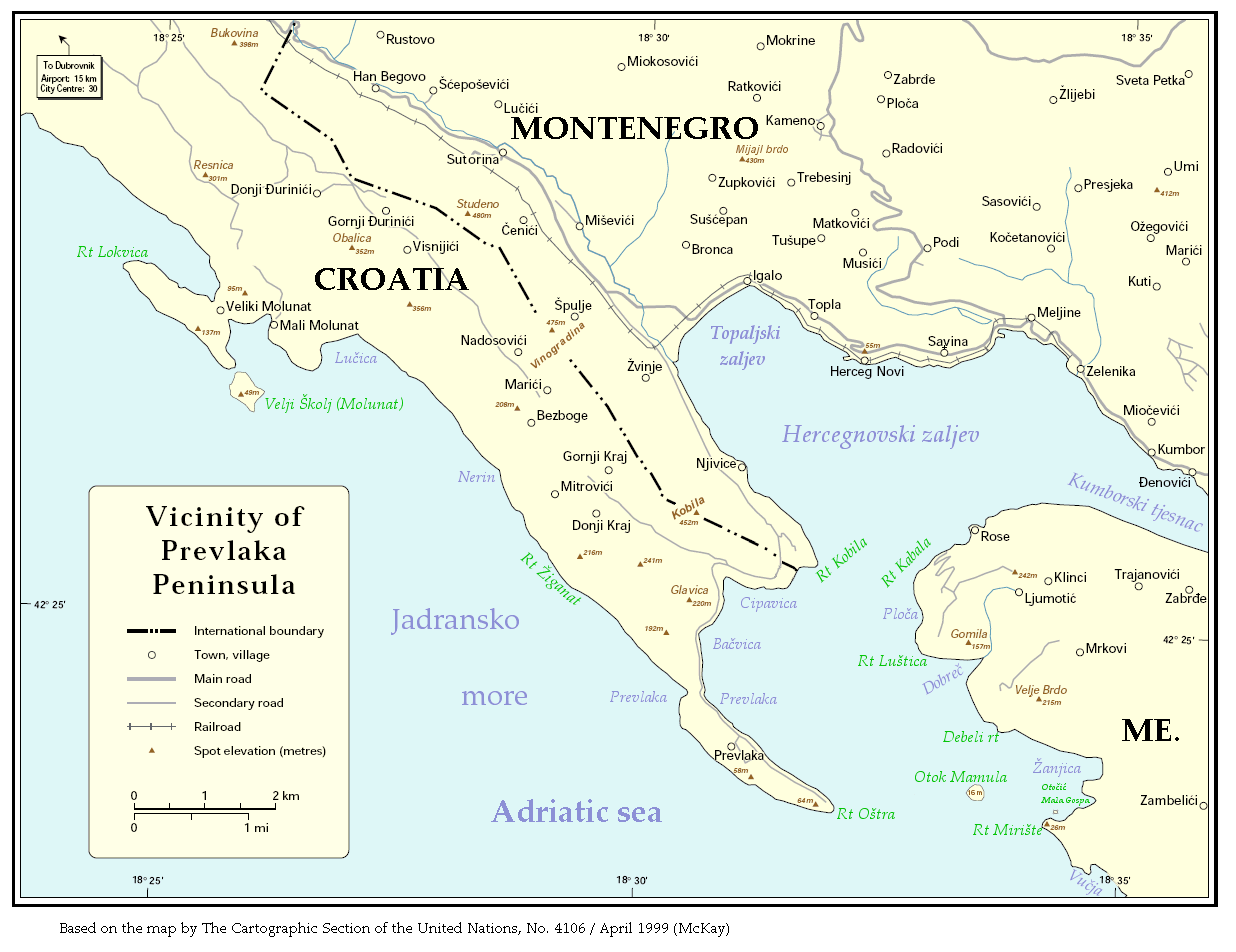

أنشئت بعثة المراقبين التابعة للأمم المتحدة في بريفلاكا في 15 يناير 1996 في قرار مجلس الأمن 1038 بوصفها بعثة لحفظ السلام لرصد نزع سلاح شبه جزيرة بريفلاكا المتنازع عليها عن طريق تسيير دوريات راجلة ومركبات يومية على جانبي الحدود بين كرواتيا وجمهورية يوغوسلافيا الاتحادية (وعلى وجه التحديد وحدة الجبل الأسود الاتحادية التابعة لها).
والبلدان التي قدمت الدعم لهذه البعثة هي فنلندا ، والأرجنتين ، وبلجيكا ، وإندونيسيا ، والدانمرك ، وكينيا ، وبولندا ، والبرتغال ، والسويد ، والنرويج ، وأيرلندا ، ونيوزيلندا ، والولايات المتحدة الأمريكية.
تم حلها في 15 ديسمبر 2002 ، وهو التاريخ الذي حدده مجلس الأمن التابع للأمم المتحدة.

## وصلات خارجية
- https://web.archive.org/web/20031219085017/http://www.un.org:80/Depts/dpko/missions/unmop/